# 1986 في إيطاليا
فيما يلي قوائم الأحداث التي وقعت خلال عام 1986 في إيطاليا.

## أفلام
من الأفلام التي صدرت هذه السنة في إيطاليا:
- 1 يناير – الشياطين 2 من إخراج Lamberto Bava [الإنجليزية]‏.

## مواليد

### يناير
- 1 يناير – رندا غازي
- 19 يناير – كلاوديو ماركيزيو لاعب كرة قدم إيطالي.

### فبراير
- 5 فبراير – أندريا مازييلو لاعب كرة قدم إيطالي.
- 6 فبراير – ميتشيلي باولوكي لاعب كرة قدم إيطالي.
- 18 فبراير – أليساندرا ماستروناردي ممثلة إيطالية.
- 19 فبراير – فابيو مينغي متسابق دراجات نارية إيطالي.
- 23 فبراير – لوكا ليتشثالير لاعب كرة سلة إيطالي.

### مارس
- 23 مارس – أندريا دوفيزيوسو متسابق دراجات نارية إيطالي.
- 24 مارس – إيفان أرتيبولي لاعب كرة قدم إيطالي.
- 25 مارس – ماركو بلينلي لاعب كرة سلة إيطالي.

### أبريل
- 21 أبريل – ميركو فالديفيوري لاعب كرة قدم إيطالي.
- 29 أبريل – فرانشيسكو بيسانو لاعب كرة قدم إيطالي.

### مايو
- 6 يوليو – لويجي دي مايو سياسي إيطالي.
- 9 مايو – لوكا فيتالي لاعب كرة سلة إيطالي.
- 14 مايو – ماركو موتا لاعب كرة قدم إيطالي.
- 17 مايو – أندريا إسبوزيتو لاعب كرة قدم إيطالي.
- 19 مايو – اليساندرو دي مارشي
- 31 مايو – إيرتون بادوفيني متسابق دراجات نارية إيطالي.

### يونيو
- 1 يونيو – أندريا فيراري لاعب كرة قدم إيطالي.
- 10 يونيو – ماركو أندريولي لاعب كرة قدم إيطالي.
- 20 يونيو – لوكا تشيغاريني لاعب كرة قدم إيطالي.
- 21 يونيو – أندريا سينسياريني لاعب كرة سلة إيطالي.
- 30 يونيو – نيكولا بوزي لاعب كرة قدم إيطالي.

### يوليو
- 5 يوليو – بييرماريو موروسيني لاعب كرة قدم إيطالي.
- 5 يوليو – ميشيل بيرو متسابق دراجات نارية إيطالي.
- 6 يوليو – لويجي دي مايو سياسي إيطالي.

### أغسطس
- 13 أغسطس – رومانو بيرتيتشوني لاعب كرة قدم إيطالي.
- 27 أغسطس – ري فولباتو لاعب كرة قدم إيطالي.
- 30 أغسطس – نيكو فيفاريلي متسابق دراجات نارية إيطالي.

### سبتمبر
- 15 سبتمبر – كريستينا تشيابوتو
- 17 سبتمبر – باولو دي تشيليي لاعب كرة قدم إيطالي.

### أكتوبر
- 8 أكتوبر – فابريزيو كاكياتوري لاعب كرة قدم إيطالي.
- 12 أكتوبر – لينو مارزوراتي لاعب كرة قدم إيطالي.
- 31 أكتوبر – نيكولا مادونا لاعب كرة قدم إيطالي.

### نوفمبر
- 7 نوفمبر – أندريا روسي لاعب كرة قدم إيطالي.
- 8 نوفمبر – كريستوفر موريتي متسابق دراجات نارية إيطالي.
- 12 نوفمبر – إغنازيو أباتي لاعب كرة قدم إيطالي.
- 21 نوفمبر – رافاييلا ماريني لاعبة كرة قدم إيطالية.
- 30 نوفمبر – سالفاتوري بوكيتي لاعب كرة قدم إيطالي.

### ديسمبر
- 30 ديسمبر – دومينيكو كريتشيتو لاعب كرة قدم إيطالي.

## وفيات

### يناير
- 1 يناير – ماورو سيمونيتي (مواليد 1948) درّاج طريق إيطالي.

### فبراير
- 19 فبراير – أدولفو سيلي (مواليد 1922) ممثل إيطالي.

### مارس
- 20 مارس – جيورجيو رونيوني (مواليد 1946) لاعب كرة قدم إيطالي.

### مايو
- 7 مايو – فرديناند بروهين (مواليد 1908) لاعب كرة قدم سويسري.
- 15 مايو – إيليو دي انجيليس (مواليد 1958)

### يونيو
- 9 يونيو – أرنالدو بينفيناتي (مواليد 1924) درّاج طريق إيطالي.

### يوليو
- 6 يوليو – روبرتو ساباتينو لوبيز (مواليد 1910) مؤرخ إيطالي.
- 19 يوليو – ألفريدو بيندا (مواليد 1902) درّاج طريق إيطالي.
- 23 يوليو – أدولفو بالونشييري (مواليد 1897) لاعب كرة قدم إيطالي.

### أكتوبر
- 16 أكتوبر – ساندرو بوبو (مواليد 1918) لاعب ومدرب كرة قدم إيطالي.
- 16 أكتوبر – يولاندا أميرة سافوي (مواليد 1901)

### ديسمبر
- 10 ديسمبر – برونو مورا (مواليد 1937) لاعب ومدرب كرة قدم إيطالي.
- 10 ديسمبر – رينو بوتشي (مواليد 1922) درّاج طريق إيطالي.